# Konda
A Konda (oroszul: Конда) folyó Oroszországban, Nyugat-Szibériában, Hanti- és Manysiföldön. Az Ob vízrendszeréhez tartozik, az Irtis bal oldali mellékfolyója.

## Földrajz
Hossza: 1097 km; vízgyűjtő területe: 72 800 km²; évi közepes vízhozama: 231 m³/sec (a torkolattól 164 km-re).
A Nyugat-szibériai-alföld nyugati részén, az Irtis alsó folyása és az Északi-Urál között elterülő Konda-alföldön, széles és lapos völgyben  folyik. Medre kanyargós, medencéjében rendkívül sok a mocsár és a kisebb-nagyobb tó. Kezdetben déli, délkeleti irányban halad, majd széles, nagy kanyart leírva, északkelet felé tartva éri el az Irtist. Magasvíz idején az Irtis nem tudja befogadni a vizét, ilyenkor a folyó felduzzad, állóvízzé szélesedik, így alakult ki a torkolat közelében a Kongyinszkij Szor nevű tó.
A Konda felső szakaszán, a forrástól mintegy 400 km-en át a Turszuntszkij Tuman nevű tóig természetvédelmi területen folyik. A folyó itt a kis mellékfolyókkal, holtmedrekkel, meanderekkel, tavakkal és a mocsaras tajga szigeteivel együtt átláthatatlan vízhálózatot alkot.  
Október végén – november elején befagy és április végéig – május közepéig jég borítja. Magasvize sokáig, akár őszig is eltart; előfordul, hogy a folyó befagy, mielőtt a víz visszahúzódna medrébe. 
A Konda a torkolattól fölfelé 744 km-en át hajózható.

### Mellékfolyói
- Balról: Mulimja, Nagy Tap, Jukonda, Kama.
- Jobbról: Evra, Kuma.

## Kőolaj
A folyó mentén napjainkban a legnagyobb település: Uraj város. Közelében, Saimnál 1959-ben kőolajat találtak, és a megkezdődött kitermelést az 1960-as évek közepén követte az első nyugat-szibériai olajvezeték megépítése (Saim–Tyumeny).